# Hrabstwo Fall River
Hrabstwo Fall River (ang. Fall River County) – hrabstwo w stanie Dakota Południowa w Stanach Zjednoczonych. Obszar całkowity hrabstwa obejmuje powierzchnię 1749,14 mil² (4530,25 km²). Według szacunków United States Census Bureau w roku 2009 miało 7241 mieszkańców.
Hrabstwo powstało w 1883 roku. Na jego terenie znajdują się następujące gminy (townships): Argentine, Provo, Robins.

## Miejscowości
- Hot Springs
- Oelrichs
- Edgemont